# Aplocheilidae
Los almirantes del Índico (Aplocheilidae) son una familia de peces de agua dulce incluida en el orden de los ciprinodontiformes, distribuidos por ríos del sur de Asia, Madagascar e islas cercanas del océano Índico.

## Características
Tienen pequeña separación entre la base de las aletas pélvicas, son ovíparas con abandono de la puesta, algunas especies son anuales.
Algunas especies son muy usadas en acuariología, por sus bellas aletas y colores brillantes.
Viven en agua dulce de ríos tropicales. Son pequeños peces de unos 5 a 10 cm de longitud.

## Géneros
Aunque hasta hace poco se incluían en esta familia géneros de América y África, una revisión filogenética más reciente encuadra a estos últimos en otras familias y considera en los aplocheílidos sólo dos géneros:
- Aplocheilus (McClelland, 1839) - Peces-almirante de India y países cercanos.[7][1][2]
- Pachypanchax (Myers, 1933) - Peces-almirante de Madagascar e islas cercanas.[8][2][3]